# BLUEABLE
株式会社BLUABLE（ブルアブル）は、日本の環境系スタートアップ企業であり、ブルーカーボン創出に関連する藻場造成キットの提供や、炭素吸収量の測定・申請支援を手がけている。
2024年に富士通の新規事業創出プログラム「Fujitsu Innovation Circuit」からスピンアウトする形で設立された。

## 概要
富士通の新規事業創出プログラム「Fujitsu Innovation Circuit」（以下、FIC）を通じて創出した事業としては初めてスピンアウト。
これまでFICで進めてきた研究・開発や事業内容に対して、出向起業・スピンアウト起業向けのベンチャーキャピタルファンドである出向起業スピンアウトキャピタル1号投資事業有限責任組合から関心が寄せられ、2024年11月に同ファンドより外部資金調達を実施。
カーボンニュートラルの推進とともに水質浄化や生物多様性の維持をはじめとした持続可能な海洋環境に貢献するため、藻場造成からブルーカーボンの測定、申請までをワンストップで提供する。

## 事業内容
BLUABLEは、海藻の着生に適した人工基質を用いた藻場造成キットの開発・提供を行っている。これにより、企業や自治体が沿岸部に藻場を創出し、ブルーカーボンを吸収・計測・クレジット化する支援を可能にしている。また、藻場造成に関するモニタリング、炭素吸収量の推計、ならびに「Jブルークレジット」への登録申請支援なども行っている。
現在、海藻が集まる藻場の造成に向け、全国16か所の海域で実証実験をしている。

## 沿革
2024年10月11日設立